# 李因培
李因培（1717年—1767年），字其材，号鹤峰，云南晋宁人，乾隆十年（1745年）进士，中國清朝官員，曾任户、礼、兵、刑四部侍郎，以及湖南、湖北、福建巡抚。博学能文，工书法。著有《鹤峰集》。因案赐自裁。

## 延伸阅读
[在维基数据编辑]
 《清史稿/卷338》，出自趙爾巽《清史稿》